# Kuskuru, Shimoga
Kuskuru là một làng thuộc tehsil Shimoga, huyện Shimoga, bang Karnataka, Ấn Độ.